# Tipanaea
Tipanaea és un gènere d'arnes de la família Crambidae.

## Taxonomia
- Tipanaea intactella Walker, 1863
- Tipanaea patulella Walker, 1863